# Ogyris idmo
Ogyris idmo är en fjärilsart som beskrevs av William Chapman Hewitson 1862. Ogyris idmo ingår i släktet Ogyris och familjen juvelvingar. Inga underarter finns listade i Catalogue of Life.

## Bildgalleri

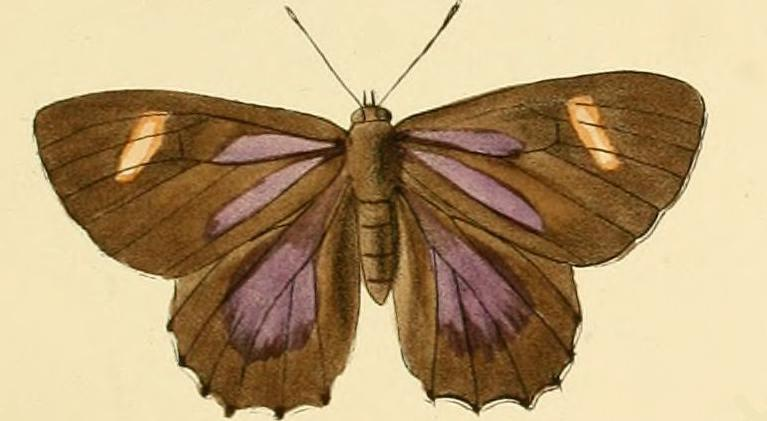
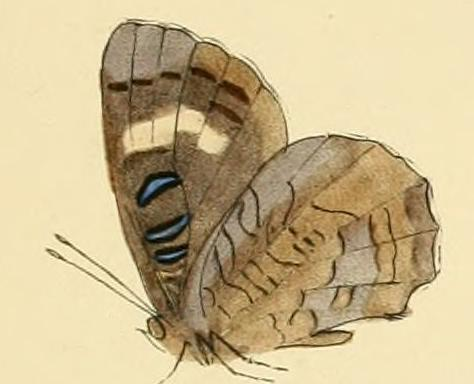